# Jewgienij Ałdonin
Jewgienij Walerjewicz Ałdonin, ros. Евгений Валерьевич Алдонин (ur. 22 stycznia 1980 w Ałupce, w obwodzie krymskim Ukraińskiej SRR) – rosyjski piłkarz pochodzenia ukraińskiego, grający na pozycji defensywnego pomocnika, reprezentant Rosji.

## Kariera piłkarska

### Kariera klubowa
Ałdonin urodził się w Ałupce na Krymie, ale w wieku 16 lat wyjechał z rodzicami w głąb Rosji i osiadł w Wołgogradzie. Tam też rozpoczął piłkarską karierę w klubie Rotor Wołgograd. Najpierw występował w składzie drugiej drużyny Rotoru. Do kadry pierwszej drużyny został włączony już w 1999 roku, ale nie zadebiutował w Premier Lidze i rok spędził w rezerwach. Swój pierwszy mecz ligowy rozegrał w 2000 roku, a Rotor zajął wówczas 11. pozycję w tabeli. W 2001 roku Jewgienij był już podstawowym zawodnikiem zespołu, który zakończył sezon na 10. miejscu w lidze. W marcu 2002 roku Ałdonin strzelił swoją pierwszą bramkę, a Rotor pokonał 2:1 Sokoła Saratów. W Rotorze Jewgienij występował także w 2003 roku, a klub zajął 12. lokatę w Lidze.
Przed rozpoczęciem sezonu 2004 Ałdonin przeszedł do CSKA Moskwa. W nim stał się liderem środka pola i od razu wywalczył miejsce w wyjściowej jedenastce. W tamtym roku sięgnął ze stołecznym klubem po wicemistrzostwo Rosji. Pierwszym sukcesem Jewgienija w 2005 roku było zdobycie Pucharu UEFA - Ałdonin wystąpił w wygranym 3:1 finale ze Sportingiem. W tym samym roku wywalczył inne sukcesy: mistrzostwo Rosji oraz Puchar Rosji. W 2006 roku kolejnym osiągnięciem zawodnika był drugi z rzędu dublet: mistrzostwo plus krajowy puchar. W 2008 roku zdobył kolejny krajowy puchar, a także został wicemistrzem Rosji.
W 2012 roku Ałdonin został wypożyczony do Mordowiji Sarańsk. W 2013 roku został zawodnikiem Wołgi Niżny Nowogród. W 2014 zakończył karierę piłkarza, ale po trzech latach w 2017 wrócił do grania w piłkę nożną, podpisując kontrakt z drugoligowym klubem Zorki Krasnogorsk.
| Sezon   | Klub                 | Kraj  | Rozgrywki     | Mecze | Bramki |
| ------- | -------------------- | ----- | ------------- | ----- | ------ |
| 2000    | Rotor Wołgograd      | Rosja | Priemjer-Liga | 12    | 0      |
| 2001    | Rotor Wołgograd      | Rosja | Priemjer-Liga | 29    | 0      |
| 2002    | Rotor Wołgograd      | Rosja | Priemjer-Liga | 29    | 4      |
| 2003    | Rotor Wołgograd      | Rosja | Priemjer-Liga | 28    | 3      |
| 2004    | CSKA Moskwa          | Rosja | Priemjer-Liga | 30    | 0      |
| 2005    | CSKA Moskwa          | Rosja | Priemjer-Liga | 29    | 1      |
| 2006    | CSKA Moskwa          | Rosja | Priemjer-Liga | 28    | 0      |
| 2007    | CSKA Moskwa          | Rosja | Priemjer-Liga | 27    | 2      |
| 2008    | CSKA Moskwa          | Rosja | Priemjer-Liga | 25    | 3      |
| 2009    | CSKA Moskwa          | Rosja | Priemjer-Liga | 28    | 0      |
| 2010    | CSKA Moskwa          | Rosja | Priemjer-Liga | 14    | 0      |
| 2011/12 | CSKA Moskwa          | Rosja | Priemjer-Liga | 32    | 0      |
| 2012/13 | Mordowija Sarańsk    | Rosja | Priemjer-Liga | 21    | 0      |
| 2013/14 | Wołga Niżny Nowogród | Rosja | Priemjer-Liga | 17    | 0      |

### Kariera reprezentacyjna
W reprezentacji Rosji Ałdonin zadebiutował 21 sierpnia 2002 roku w zremisowanym 1:1 towarzyskim meczu ze Szwecją. W 2004 roku został powołany przez Georgija Jarcewa do kadry na Mistrzostwa Europy w Portugalii. Tam wystąpił we dwóch spotkaniach grupowych: przegranych 0:1 z Hiszpanią oraz 0:2 z Portugalią. Od tamtego czasu był zawodnikiem "Sbornej" i grał w niej do 2007 roku. Łącznie wystąpił w niej 29 razy.

## Sukcesy i odznaczenia

### Sukcesy klubowe
- mistrz Rosji: 2005, 2006
- wicemistrz Rosji: 2004, 2008, 2010
- brązowy medalista Mistrzostw Rosji: 2007
- zdobywca Pucharu Rosji: 2004/2005, 2005/2006, 2007/2008, 2008/2009, 2010/2011
- zdobywca Superpucharu Rosji: 2004, 2006, 2007, 2009
- zdobywca Pucharu UEFA: 2004/2005
- zdobywca Pucharu Pierwogo Kanału: 2007

### Sukcesy indywidualne
- wybrany do listy 33 najlepszych piłkarzy w Rosji
- laureat "Strzelec" w nominacji "Nadzieja sezonu”: 2002
- najlepszy defensywny pomocnik: 2002, 2004

### Odznaczenia
- tytuł Zasłużonego Mistrza Sportu Rosji: 2005
- Order Pokoju: 2006